# Post-pc-tijdperk

Een tabletcomputer en smartphone.

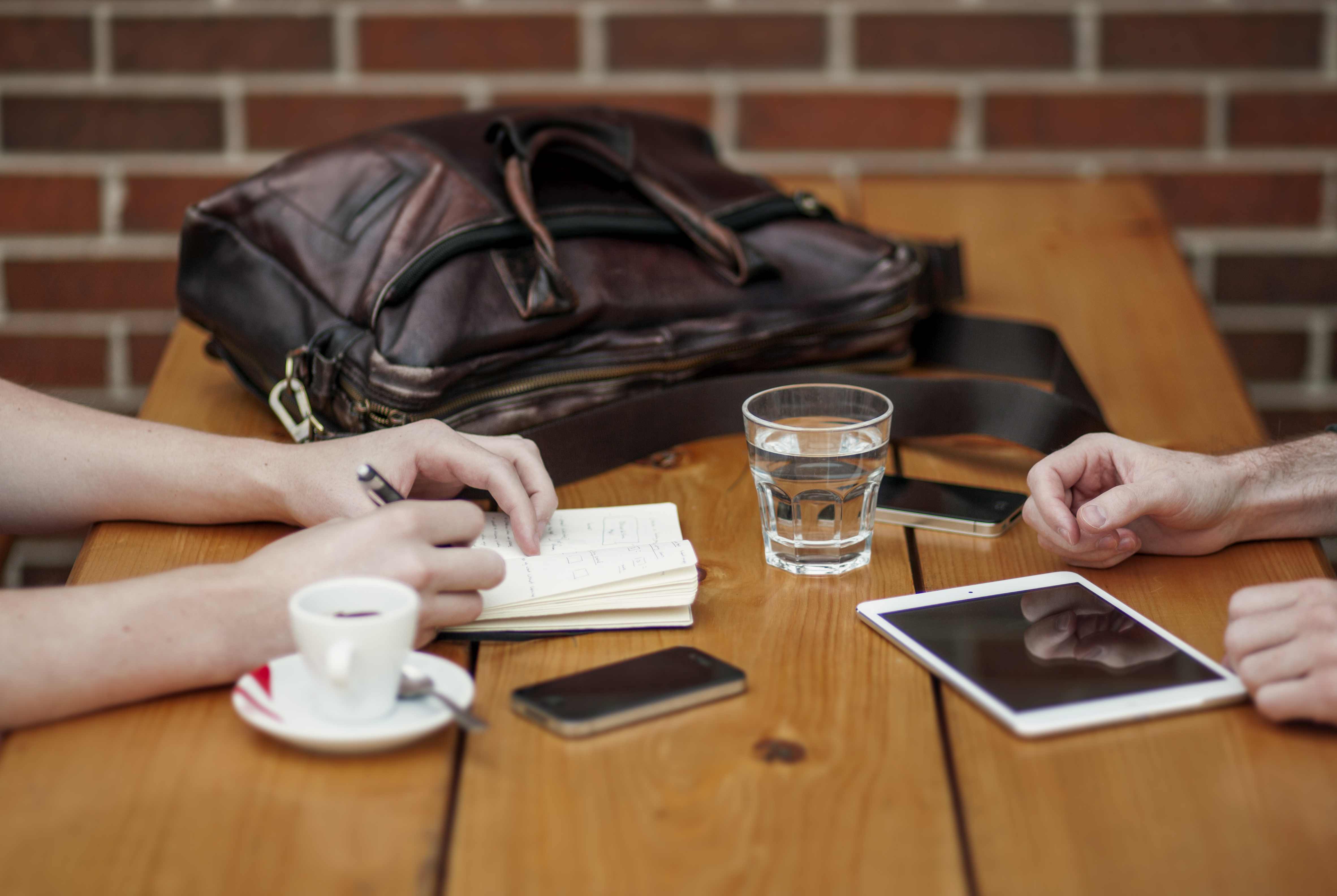
Het gebruik van tablets en smartphones.

Het post-pc-tijdperk is een tijdsperiode vanaf de jaren 2010 waarin de verkoop van desktopcomputers afnam, en een sterke groei qua gebruik zichtbaar was van mobiele computers zoals smartphones en tabletcomputers.
Het post-pc-tijdperk wordt gekenmerkt door mobiele en met het internet verbonden apparaten, die hun gegevens opslaan en gebruik maken van diensten in de cloud. Deze apparaten maken hevig gebruik van mobiele apps en synchroniseren gegevens naadloos.

## Beschrijving
De term werd voor het eerst gebruikt in 1999 door David D. Clark, een Amerikaanse computerwetenschapper. Hij beschreef de toekomst van computers als een die heterogeen zou worden, in combinatie met een volledig dienstennetwerk. Clark beschreef ook dat allerlei apparaten aangesloten zouden worden op het internet, en dat gegevens worden bekeken op informatie-apparaten en opgeslagen op centrale opslagdiensten. Tegenwoordig zou men spreken over het internet der dingen, de smartphone en de cloud.
Technologisch gezien wordt het post-pc-tijdperk ook wel vergeleken met de mainframes en terminals uit de jaren 1970. De terminals waren hierbij gekoppeld aan de mainframes, en konden de data raadplegen en bewerken die op de centrale computer was opgeslagen. Na de opkomst van de personal computer in de jaren 80 werden deze als clients aangesloten op servers. Tegenwoordig is de cloud flexibeler en is men niet meer gebonden aan een vaste plek om data te raadplegen.
Enkele economische websites beschreven Amazon, Apple, Google en Microsoft als de vier belangrijkste concurrenten in het post-pc-tijdperk van mobiel computergebruik.

## Afvlakking en verschuiving
Na de enorme verkoopgroei van het aantal tabletcomputers vanaf 2010, dacht men dat de pc in vergetelheid zou raken en gebruikers massaal zouden overstappen op smartphones en tablets. Pc's zouden te ingewikkeld en lomp zijn, en niet aansluiten op het nieuwe gebruik.
Ondanks dat de markt voor desktopcomputers in deze tijdsperiode in eerste instantie afnam, vlakte dit vanaf 2014 af. Ook phablets, ultrabooks en de 2-in-1-pc staken de verkoop van veel tablets af. De pc-markt groeide voor gaming-pc's en draagbare personal computers zoals laptops. Dit leidde tot twijfel of het post-pc-tijdperk door zou zetten.
Het post-pc-tijdperk zorgde voor een verschuiving in de productie bij veel chipfabrikanten, waaronder Nvidia, Qualcomm en ARM. Zij gingen meer chips met een laag vermogen voor mobiele apparaten produceren, in plaats van op x86-instructieset gebaseerde processors.

## Mijlpaal
In april 2017 maakte StatCounter bekend een nieuwe mijlpaal in de geschiedenis van de personal computer te hebben bereikt, waarbij Googles Android-besturingssysteem populairder was dan Windows. Ondanks de geringe marge was het voor het eerst sinds de jaren 80 dat Windows als besturingssysteem niet meer op het merendeel van computers stond geïnstalleerd.